# Idiocera pruinosa
Idiocera pruinosa är en tvåvingeart som först beskrevs av Alexander 1920.  Idiocera pruinosa ingår i släktet Idiocera och familjen småharkrankar.
Artens utbredningsområde är Taiwan. Inga underarter finns listade i Catalogue of Life.